# Spodnji Log, Kočevje
Spodnji Log este o localitate din comuna Kočevje, Slovenia, cu o populație de 16 locuitori.